# Miguel Hermoso Arnao
Miguel Hermoso Arnao (Madrid, 30 de novembre de 1971) és un actor i músic espanyol. És fill del director de cinema Miguel Hermoso i de la directora de càsting Elena Arnao.
Diplomat en Interpretació per la R.E.S.A.D. (Reial Escola Superior d'Art Dramàtic), va acudir a seminaris de teatre amb Fermín Cabal i Alfonso Sastre i va estudiar també un any de direcció escènica a la R.E.S.A.D. També ha estudiat solfeig, guitarra, piano al Real Musical; harmonia, composició i arranjaments al Taller de Músics de Madrid (jazz i música actual) i guitarra elèctrica amb Jorge Cabadas. Després de fer alguns papers a sèries de televisió, el 2002 va guanyar el Premi Unión de Actores al millor actor secundari de teatre pel seu paper a La prueba Malgrat participar en obres de teatre de cert ressò, la fama li va arribar pel seu paper de Diego de la Vega a Yo soy Bea.

## Cinematografia

### Llargmetratges
- Ni pies ni cabeza (2011) d'Antonio del Real
- La vida en rojo (2008) d'Andrés Linares
- GAL (2006) de Michel Courtois
- Matar al ángel (2003) de Daniel Múgica
- El deseo de ser piel roja (2001) d'Alfonso Ungría
- Fugitivas (2000) de Miguel Hermoso
- La fuente amarilla (1999) de Miguel Santesmases
- El conductor (1997) de Jorge Carrasco
- Más allá del jardín (1996) de Pedro Olea

### Curtmetratges
- A Prueba (2017)
- La gravedad (2014)
- Bogavante (2014)
- Un amor de película (2013)
- Cora beluga (2013)
- La gravedad (2013)
- SOS (2013)
- ¡Vaya paquete! (2007)
- Los crímenes ejemplares de Max Aub (2005)
- Garbanzos (2000)
- Ignotus (1993)

## Televisió
- Hospital Valle Norte (2019)
- Amar es para siempre (2018-2019) como Domingo Calleja
- Apaches (2018) como Tito
- Servir y proteger (2017-2018) como Martín Díez Prieto
- Las aventuras del capitán Alatriste (2015) com Francisco de Quevedo[4]
- Arrayán (2012-2013) como Román
- Bandolera (2011-2012) com Conrado Mendoza
- El fútbol nos vuelve locos (2011)
- Yo soy Bea (2006-2009) com Diego de la Vega
- Cuéntame cómo pasó com Chema (2004-2006, 2015, 2017-2018 2020)
- Un chupete para ella (2001)
- Esencia de poder (2001)
- Raquel busca su sitio (2000)
- El súper (1997-1999)
- El Ministerio del Tiempo (2016) com John Edgar Hoover
- Capital (2004)
- Aquí no hay quien viva (2003)
- El comisario (2003)
- Policías, en el corazón de la calle (2002)
- Turno de Oficio 2 (1996)
- Canguros (1995)
- Truhanes (1994)
- Los ladrones van a la oficina (1993)

## Teatre
- La culpa (2019)
- El Padre de Florian Zeller dirigida per Jose Carlos Plaza
- El hijoputa del sombrero (2013) de Stephen Adly Guirgis
- La familia de Pascual Duarte (2012)
- La avería (2012)
- ¡A saco! (2010)
- Electra (2010)
- Amor platoúnico (2009)
- Fiel (2008)
- El gran regreso (2006)
- Ojos bonitos (2005)
- Excusas (2004)
- La prueba (2002)
- El huésped se divierte (2001)
- Shopping and fucking (1999)
- La vida es sueño (1998)
- Peter Pan (1997)
- Destino Broadway (1996)
- Terror y miseria del Tercer Reich (1995)
- Suburbania (1993)